# 노이슈반슈타인성
노이슈반슈타인성(독일어: Schloß/Schloss Neuschwanstein)은 바이에른의 왕 루트비히 2세가 지은 로마네스크 양식의 성이다. '신 백조 석성'(新白鳥石城)의 의미이다. 독일 바이에른주 퓌센(Füssen) 근교의 호엔슈방가우(Hohenschwangau)에 위치한다. 루트비히 2세가 음악가 리하르트 바그너의 오페라를 보고 큰 감명을 받아 지었으며, 필요한 자금은 국고에서 충당하지 않고 대부분 왕실 자금을 털어 지었다. 
노이슈반슈타인성은 1869년부터 1892년까지 루트비히 2세가 죽기 전까지 왕의 궁전으로 쓰일 용도로 지어졌으며, 그가 죽은 지 얼마 되지 않아 대중들에게 개방되었다. 매년 130만 명에 달하는 관광객들이 이 성을 찾아오며, 특히 여름에는 거의 매일 6,000여 명이 이 성을 관람한다. 

## 위치
노이슈반슈타인성은 독일 바이에른 주의 남서쪽 경계에 위치한 산맥 위, 약 고도 800m에 위치한다. 주변에는 오스트리아 국경 내에 소재하는 알프스 산맥이 남쪽에서 뻗어 올라오고, 북쪽에서는 그와 대조적으로 널찍한 평원이 위치하여 서로 대비되는 광경을 연출한다. 
중세 시대에는 이 곳에 총 3개의 성채들이 있어, 산맥 아래의 마을들을 굽어보았다. 그 세 성채들 중 하나의 이름은 슈반슈타인 성이었는데, 1832년 루트비히 2세의 부왕이었던 막시밀리안 2세가 이 폐허에 가까운 성채를 사들여 네오 고딕 양식의 성으로 재건축하였고, 호엔슈방가우 성이라는 이름을 붙였다. 이 공사는 1837년에 끝났고, 호엔슈방가우 성은 왕실의 여름용 궁정으로 쓰였다. 어린 나이의 루트비히 2세는 그의 유년기의 대부분을 이 곳에서 보내게 된다. 

## 역사

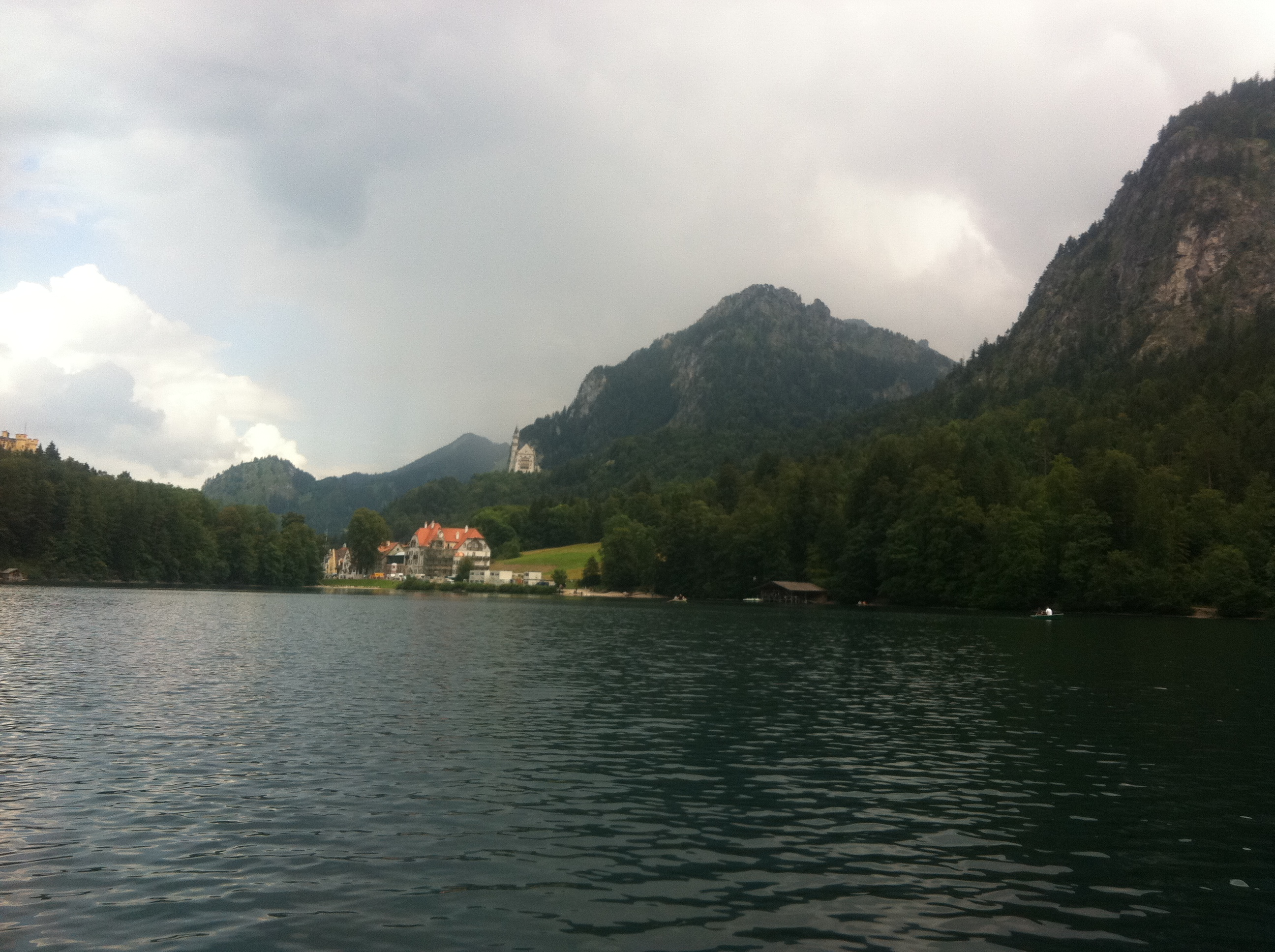
노이슈반슈타인성의 호수

그의 부왕이었던 막시밀리안 2세는 '백조의 성'이라 불리던 폐성 호엔슈방가우 성을 사들여 고딕 양식으로 개조, 재건축하였고, 바이에른 왕 루트비히 2세가 이곳에서 자랐다. 때문에 루트비히 2세는 어렸을 적부터 건축에 대해 깊은 관심과 열정을 갖고 있었다. 또, 그는 음악가 리하르트 바그너와 함께 어린 시절을 보냈는데, 바그너는 게르만 민족의 신화를 토대로 한 오페라 작품들을 썼고, 이 때문에 루트비히는 게르만 민족의 신화에도 관심을 갖게 되었다. 그는 호엔슈방가우 성은 게르만 민족의 신화를 모두 담기에는 부족하다고 생각하였고, 이에 걸맞은 새로운 건축물들을 건설해야겠다고 다짐하였다.
이 기획은 1862년 그가 18세의 나이로 왕위에 오르게 되면서 실행에 옮겨지게 되었다. 그는 노이슈반슈타인성을 건설하기 전 뮌헨 왕궁의 통로에 바그너가 쓴 오페라 니벨룽의 반지에 등장하는 장면을 벽화로 그렸다. 그리고 자신의 궁전을 바로크 양식으로 개조하고, 치엠 호수에 베르사유 궁전을 본딴 궁전을 짓게 하는 등 자신의 생각을 실천에 옮기기 시작했다. 이 때 그는 어린 시절을 함께 보냈던 바그너를 다시 불러 자신에 구상에 가담시켰다. 그러나 바그너로 인해 국고가 낭비되자, 국민들의 반발을 사게 되었고, 결국 루트비히 2세는 바그너를 축출할 수 밖에 없었다.
이 일로 루트비히 2세는 의욕상실에 빠졌고, 퇴위를 생각하게 되었다. 그러나 그는 새로운 구상을 떠올리면서 다시 생기를 찾았다. 그는 왕위에 오르기 전 바르트부르크 성을 보고 깊은 감명을 받았는데, 이와 같은 성을 호엔슈방가우 성 맞은 편에 지어야 겠다는 생각을 했던 것이다.
그러나 그 지역은 지형이 험해, 그의 계획대로 성을 지을 수가 없었다. 이에 성은 당초 계획과 다른 새로운 형태로 수정 계획되었고, 1868년 건설작업이 시작되었다. 이후 루트비히 2세는 교권 강화를 둘러싸고 관료들과 마찰을 빚게 되면서 정치에서 점점 멀어져 갔고, 광적으로 건축에 몰두했다. 그는 노이슈반슈타인성 외에도 다른 여러 곳에 건축물을 짓게 되면서 국고를 낭비하고, 수많은 빚을 지게 되었다. 결국 1886년 루트비히 2세는 의료진으로부터 정신병자 판정을 받게 되었다. 그는 왕위에서 퇴위당했고, 퇴위당한 지 3일 만에 슈타른베르거 호수에 빠져 익사했다. 사인은 자살로 공식 발표되었으나, 실제로는 많은 의문점을 낳고 있다. 노이슈반슈타인성은 1892년 완성되었고, 결과적으로, 그는 성의 완공을 보지 못한 것이었다.
대포의 발명으로 성이 이미 쓸모가 없어진 시대였으므로 루트비히 2세는 순수히 취미로서 성을 지은 것이다. 이 순수한 취미 때문에 바이에른 경제는 파탄이 났다. 바이에른의 루트비히 2세는 성이 관광지 따위로 전락하는 것을 보고 싶지 않다고 자신이 죽으면 성을 부숴버리라고 유언했다. 물론 성은 관광지로 최고였으므로 부서지지 않고 지금도 바이에른의 훌륭한 관광 자원이 되어 있으며, 디즈니랜드의 신데렐라성도 이 성을 본뜬 것이다. 아돌프 히틀러 또한 루트비히 2세와 같은 말을 했지만, 역시 이번에도 성은 부숴지지 않았다

## 구조
- 노이슈반슈타인성 (독일어/영어/이탈리아어/프랑스어) (스페인어/러시아어/네덜란드어)